# Joseph F. Johnston
Joseph F. Johnston (Lincoln megye, 1843. március 23. – Washington, 1913. augusztus 8.) az Amerikai Egyesült Államok szenátora (Alabama, 1907–1913).